# SCP
Secure Copy або SCP — протокол для безпечного копіювання файлів між локальним та віддаленим хостом або між двома віддаленими хостами.
У UNIX-системах існує однойменна утиліта для копіювання даних.

## Secure Copy Protocol
Протокол SCP засновнаний на базі протоколу RCP, який використовувався в утилітах BSD rlogin та rcp. На відміну від неї, SCP використовує механізми SSH для аутентифікації та захисту даних, що передаються по мережі. Клієнт може відправляти або отримувати файли від серверу, включно з атрибутами (датою створення, дозволами тощо). Також клієнт має можливість отримувати від серверу списки файлів та каталогів. Зазвичай SCP використовує порт 22.
Не існує RFC, який би описував цей протокол.

## Утиліта SCP
Найпоширенішою реалізацією протоколу Secure Copy є утиліта scp, яка входить до складу багатьох реалізацій SSH.
Синтаксис scp виконаний подібним до cp.
Копіювання файлів на хост:
```
scp 
SourceFile
 
user
@
host
:
directory
/
TargetFile
```

Копіювання файлів та директорій з хосту:
```
scp 
user
@
host
:
directory
/
SourceFile
 
TargetFile

scp -r 
user
@
host
:
directory
/
SourceFolder
 
TargetFolder
```

За замовчуванням використовується порт 22. Якщо сервер налаштований інакше, порт можна вказати вручну:
```
scp -P 2222 
user
@
host
:
directory
/
SourceFile
 
TargetFile
```